# FV4030/4 Challenger 1
Ne doit pas être confondu avec Challenger (char).
Pour les articles homonymes, voir Challenger.
Le Challenger 1 (désigné officiellement FV4030/4 Challenger) est un ancien char de combat britannique. Il fut en service dans la British Army de 1983 jusqu’a la fin des années 1990 avant d'être remplacé en 1998 par son successeur, le FV4034 Challenger 2. En 1986, le prix unitaire du Challenger était de 1,3 million de livres sterling.

## Historique

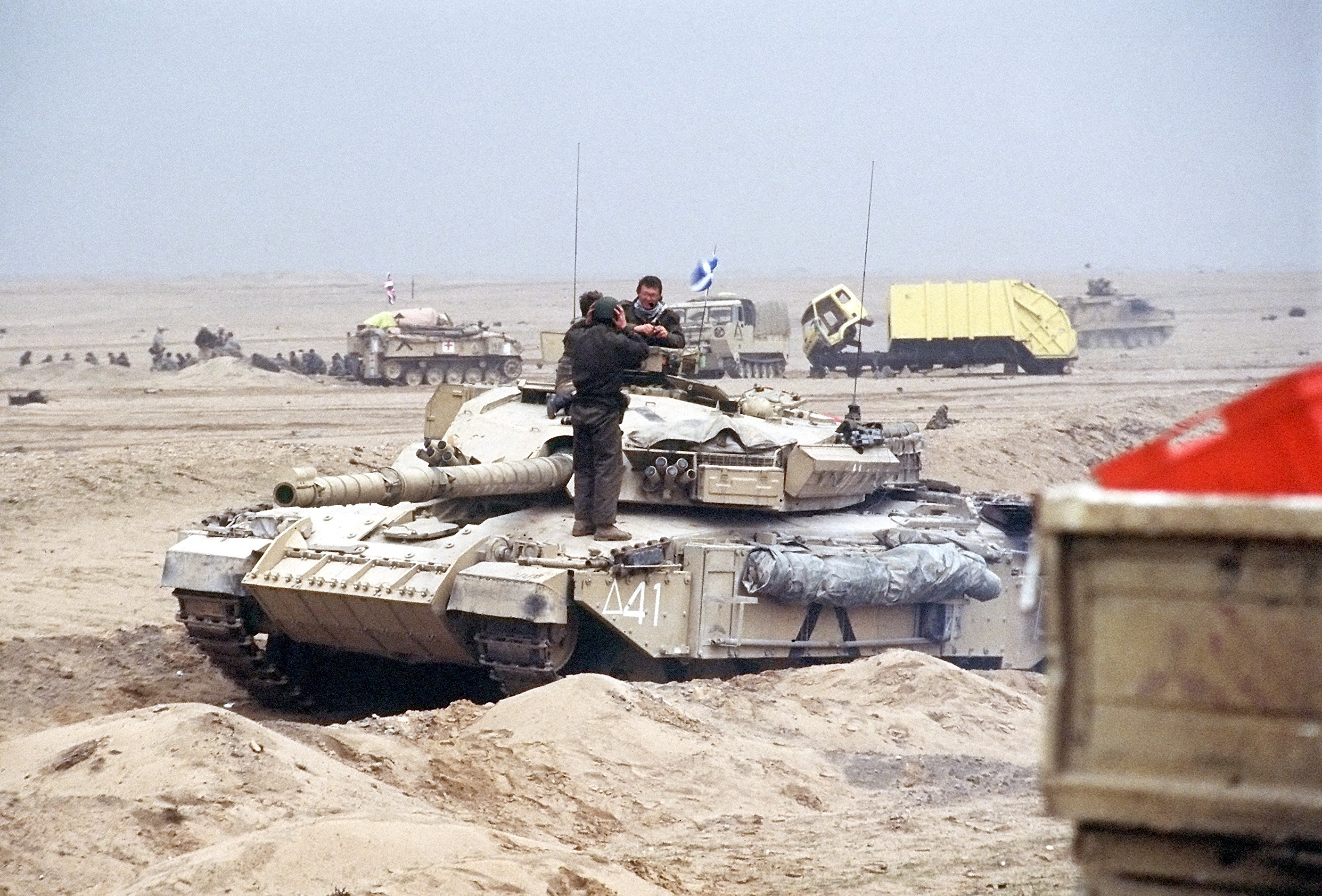
Un Challenger d'un régiment écossais sur la Highway of Death le 28 février 1991.

En 1974, l'État impérial d'Iran commanda à la Royal Ordnance Factory de Leeds 125 FV4030/2 Shir 1 et 1 225 FV4030/3 Shir 2. Le Shir 1 était, en fait, essentiellement une version remotorisée du Chieftain. L'armée britannique envisageait alors de remplacer le Chieftain en service dans la Royal Armoured Corps par un engin ouest-germano-britannique, mais celui-ci n'ayant pas dépassé le stade de projet, le Royaume-Uni réalisa son propre projet, baptisé MBT-80. Avec la chute du Chah d'Iran, en 1979 les énormes commandes de ce pays furent annulées, avant que les livraisons n'aient pu commencer, bien qu'à cette époque le Shir 1 fût en production à la Royal Ordnance Factory de Leeds. La Jordanie commanda par la suite 278 Al Hussein, qui étaient pratiquement identiques au Shir 1, et les livraisons débutèrent en 1981. Elles sont à présent terminées.
En 1980, le ministère britannique de la Défense annonça que le projet du MBT-80 (en) avait été abandonné non seulement parce qu'il s'avérait trop cher, mais aussi parce que sa date de mise en service était incertaine. À sa place, une commande initiale de 237 Challenger fut passée à la Royal Ordnance Factory. Il s'agissait de Shir 2 modifiés pour les adapter au climat européen. Les premiers exemplaires furent remis à l'armée britannique en mars 1983, et quatre régiments de l'armée britannique du Rhin en poste en Allemagne de l’Ouest ont été équipés de ce char. Au milieu des années 1990, le Challenger sera doté d'un système de visée Pilkington PE (connu aussi sous le nom de Thermal Observation and Gunery System) qui permettra au char d'améliorer ses capacités d'engagement et d'acquisition de cibles par tous les temps et de jour comme de nuit.
Les premiers véhicules produits ont été pourvus d'un canon standard L11A5 120 mm, réalisé par la Royal Ordnance Factory de Leeds, mais il fut remplacé par un nouveau canon de haute technologie, qui a été étudié par la Royal Armament Research and Development Establishment (RARDE) de Fort Halstead. Ce canon, en un acier mieux travaillé, possède une nouvelle culasse et peut lancer des projectiles ayant une plus grande vitesse initiale, et de ce fait dotés d'une capacité de pénétration supérieure à celle des projectiles courants. Il peut également lancer, tout comme le L11A5, l'obus-flèche de la Royale Ordnance Factory de Birley, capable de percer à l'époque tous les blindages connus.
Un véhicule de dépannage a été développé d'après le châssis du Challenger, tandis que dans le même temps, un certain nombre de Chieftain ont été pourvus d'une grue hydraulique destinée à leur permettre de changer le bloc moteur d'un Challenger sur le terrain ; ainsi équipés, ces blindés recevront la dénomination ARRV (Armoured Repair and Recovery vehicle, véhicules blindés de récupération et de dépannage). Il existe également un Chieftain poseur de ponts qui est également utilisable par le Challenger, 25 sont en service en 2008, 2 au 1er janvier 2015.

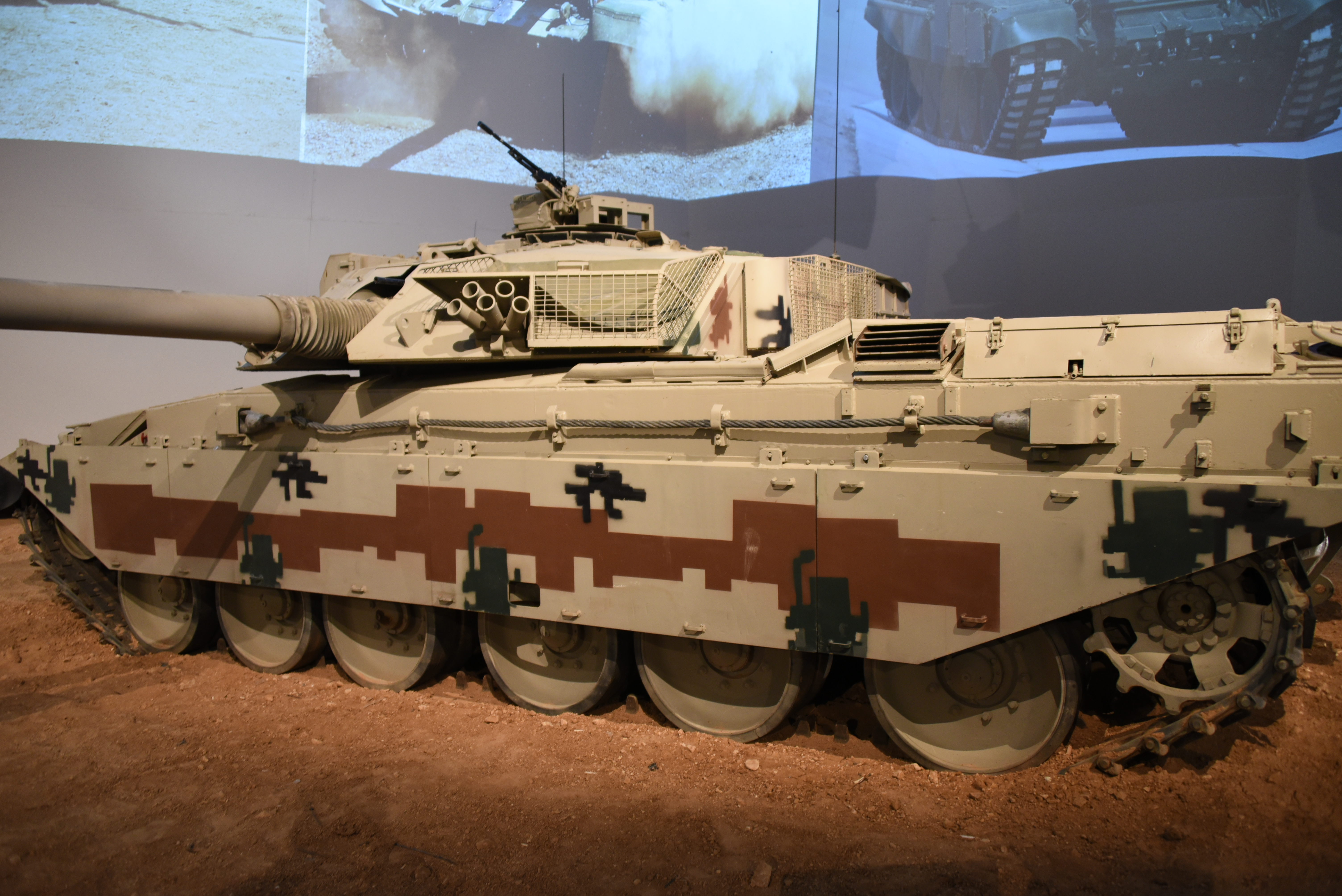
Un Al-Hussein dans un musée jordanien en 2018 avec un camouflage numérique.

Ils sont retirés du service entre 1998 et 2002. En mars 1999, il est annoncé que jusqu'à 288 sont transférés à la Jordanie qui les modernise avec des éléments du Challenger 2 sous le nom de Khalid. Fin 2002, un accord pour la livraison de 100 Challenger 1 est annoncé. En date de début 2023, ils ne sont plus en service et sont stockés.
Au 1er janvier 2015, 9 Challenger 1 sont encore en service actif dans l’armée britannique.

## Armement

### Armement principal
Le Challenger est armé avec un canon standard de 120 mm L11A5 de la firme Royal Ordnance (actuellement BAE Systems), le tube du canon est recouvert d'un manchon anti-arcure, d'un extracteur de fumée et d'un miroir de volée. Le L11A5 est stabilisé sur les deux plans (site et gisement), ce canon avait déjà été utilisé précédemment sur le char Chieftain.
La dotation maximale en munitions est de 64 obus, elle est limitée à 42 projectiles si le char n'emporte que des obus perforants; les douilles combustibles ayant un volume double à celui d'une gargousse. Pour des raisons de sécurité, il n'y a généralement que des obus-flèches dans la tourelle, les obus à tête d'écrasement (HESH) et les charges de poudre propulsives se trouvant à l'abri dans le châssis.
Une vingtaine de projectiles sont prêts au tir et rangés dans des râteliers dans la nuque de la tourelle.
À l'arrière gauche de la tourelle, juste devant les râteliers sont placés verticalement six obus dans un bac compartimenté, cinq autres sont placés de la même façon sur une étagère fixée contre la paroi gauche de la tourelle, juste au-dessus du dossier du siège du chargeur.
Quatre autres obus-flèches peuvent être sanglés à l'horizontale contre les murs de la tourelle; un entre le casier et l'étagère évoquée précédemment, trois autres le long du mur, juste devant l'étagère (toujours à proximité du chargeur). Enfin, un dernier est fixé verticalement sur la paroi inclinée à gauche du canon.
Le plancher rotatif du panier de la tourelle abrite dix projectiles; ainsi trois obus, généralement des HESH sont couchés en dessous de la culasse du canon et sous l'affût se trouve un râtelier d'une capacité de quatre projectiles, accolé à un casier tubulaire alignant trois autres projectiles verticalement. Contre les parois de la caisse se trouvent quatre projectiles, placés verticalement de chaque côté par groupes de deux entre le puits de la tourelle et les caissons à gargousses. Pour terminer, trois projectiles sont installés derrière le siège du conducteur et trois autres sont disposés dans un panier, à l'avant gauche de ce siège, chacun dans des tubes respectifs, juste sous le tableau de bord, au niveau du genou gauche du conducteur.
Les charges propulsives en cordite sont logées sous forme de gargousses dans huit conteneurs en fibre de verre possédant chacun une double paroi renfermant une solution à base d'eau maintenue sous pression
En cas de perforation d'un conteneur par des éclats, la double paroi des conteneurs se serait rompue et le liquide se serait répandu et aurait imbibé les charges propulsives, leur évitant de créer une déflagration catastrophique en s'enflammant.
De plus, les caissons sont doublés d'une couche de caoutchouc servant de pare-éclats et limitant les chocs à l'aide d'un système de suspension à ressort.
Chaque caisson contient un certain nombre de tubes (fermés par des couvercles) abritant chacun deux gargousses ou une douille combustible pour obus perforant à sabot détachable. Le Challenger possède 42 tubes répartis dans 8 caissons.
Le chargeur a directement à sa disposition un conteneur (3 tubes) placé verticalement à gauche de la culasse du canon, trois autres (6, 5 et 6 tubes respectivement) sont placés contre la cloison pare-feu séparant le compartiment de combat du compartiment moteur.
De part et d'autre du conducteur se trouvent quatre autres conteneurs (deux de 6 tubes et deux de 5 respectivement).
La version Mk. 3 du Challenger 1 possède de nouveaux conteneurs en acier, dépourvus de liquide mais blindés avec une épaisseur comprise entre 10 mm et 25 mm. L'absence de double paroi leur permet de renfermer un plus grand nombre de charges propulsives, réduisant ainsi leur nombre à cinq, l'espace à l'arrière-droite du conducteur servant désormais d'espace de rangement.
Durant la Guerre du Golfe, 90 Challenger 1 Mk. 2 furent rétrofités au standard Mk. 2 (ACB) en remplaçant les caissons "humides" en fibre de verre par des caissons blindés en acier (Armored Charge Bins : ACB).
La gamme de munitions disponible à l'époque pour le char Challenger 1 comporte :
- L23A1 : cet obus-flèche entré en dotation en 1983, il comprend un barreau de 3,69 kg en alliage de tungstène et de cupronickel avec un empennage à six ailerons en aluminium. Son sabot de type poussé-tracté comporte 3 pétales en aluminium. La munition flèche shot 120mm TK APFSDS est utilisée avec la charge propulsive L8A1. Le L23A1 est capable de perforer les cibles OTAN Cible Simple Char Lourd et Cible Triple Char Lourd à des distances respectives de 6 350 m et 6 300 m. Sa vitesse initiale est comprise entre 1 534 m/s et 1 549 m/s en conditions nominales.
- L26A1 : cet obus-flèche a été conçu initialement dans le cadre du programme CHARM 1, pour être tiré, avec la charge L12, par le canon L30A1. Les performances balistiques de l'obus-flèche L23A1 ayant été jugées insuffisantes par les services de renseignements britanniques, face au blindage du T-72M1, il fut décidé, en urgence, d'adapter cette munition au canon L11A5 du Challenger 1 en vue de son déploiement en Irak lors de la Guerre du Golfe. Ce programme portant le nom de code Jericho abouti à la création des charges L14A1 et L14A2 conçues pour les environnements chaud. L'obus-flèche L26A1 comprend un barreau de 4,63 kg en alliage d'uranium appauvri lui conférant une capacité de perforation 15% supérieure à celle du L23A1.
- L31A7 : un obus à tête d'écrasement, il est capable de générer des éclats derrière une plaque de blindage épaisse de 150 mm. Il contient 4,08 kg de RDX, sa charge de poudre L3A2 lui donne une vitesse initiale de 670 m/s.
- L34A2 : un obus fumigène (OFUM) contenant 4,1 kg de phosphore blanc, sa charge de poudre L3A2 lui donne une vitesse initiale de 670 m/s.
- L35 : un obus de défense rapprochée (ODR) projetant 1008 billes de 9,5 mm ainsi qu'un millier de granulés en acier à plus de 500 m.

### Armement secondaire
Une mitrailleuse L8A2 de 7,62 mm est montée de façon coaxiale à l'armement principal tandis qu'une L37A2 du même calibre est montée sur le tourelleau No 32 du chef de char, elle est opérée sous blindage, depuis l'intérieur de la tourelle.
Deux lance-pots fumigènes L8 à 5 tubes chacun sont montés à l'avant gauche et droit de la tourelle. Ils peuvent dépoter des grenades fumigènes L5 ou L8 de 66 mm à une distance de 60 mètres, couvrant chacun un secteur de 100°, la mise à feu est électrique.

## Conduite de tir
La conduite de tir du FV 4030 Challenger 1 porte la désignation CCS (computerised control system), elle est considérée comme une version améliorée de l'IFCS (Improved Fire Control System) utilisé précédemment sur le FV 4201 Chieftain, en dépit de l'utilisation d'un logiciel différent et d'une meilleure fiabilité, leur fonctionnement reste identique.
Une fois l'éloignement de la cible connue, la conduite de tir CSS va établir en moins de 1,3 seconde l'angle d'élévation requis en fonction de la munition sélectionnée.
Lorsque la cible se déplace, l'opérateur tourelle devra suivre la cible durant une durée de 2 à 5 secondes afin que la conduite de tir puisse enregistrer sa vitesse angulaire, avant d'actionner la télémétrie. Une fois la distance obtenue, le CSS va prendre en compte ces deux facteurs pour en déduire le but futur, c'est-à-dire un angle supplémentaire à ajouter à la ligne de visée. Ce calcul prend quelques secondes, augmentant encore le délai nécessaire à engager une cible mobile.
La conduite de tir CSS ne peut pas établir de solution de tir pour des cibles se déplaçant horizontalement à plus de 30 milliradians par seconde ou a plus de 10 milliradians par seconde verticalement.

## Optiques

### Opérateur tourelle
- Un viseur TGS (Tank Laser Sight) No 10 Mark 1-6 originellement développé par la firme écossaise Barr & Stroud mais reprit par Pilkington Optronics (actuellement Thales Optronics). Ce viseur monté à l'avant droit du toit de la tourelle possède une capacité d'agrandissement de × 1 à × 10 avec un angle de vue de 8,5° en petit champ. Ce viseur inclus aussi un télémètre laser fonctionnant au grenat d'aluminium et yttrium (Nd-YAG) dopé au néodyme, sa portée est comprise entre 300 et 9 990 mètres pour une précision de l'ordre de ± 10 m sur la mesure de la distance. Le télémètre laser est couplé à un système de conduite de tir composé d'un ordinateur balistique GEC-Marconi (en) (actuellement BAE Systems). À noter que si le viseur principal est endommagé, le canonnier peut toujours compter sur un viseur périscopique d'urgence rétractable No 87 avec un agrandissement de × 10.

- Depuis 1987, les Challengers Mk 2 sont équipés d'une caméra thermique d'observation TOGS (Thermal Observation and Gunnery Sight) placée dans une boîte blindée sur le flanc droit de la tourelle. Ce système d'imagerie thermique a été conçu et produit par la firme Barr & Stroud puis produit sous licence par Avimo, il nécessite une unité de refroidissement spécifique installée en nuque de tourelle. Le TOGS offre une capacité d'agrandissement de × 4 et de × 11,5 avec des angles de vue respectifs de 15,4° en grand champ et de 5,5° en petit champ. Il capte les émissions infrarouges de longueur d'onde comprise entre 8 et 12 μm, c'est-à-dire dans le domaine de l'IR lointain. La vision thermique permet d'identifier des cibles potentielles à une distance de 1 500 mètres et cela par tous les temps, la portée maximale est de 3 500 mètres.

### Chef de char
- Il possède un tourelleau No 32 incluant 9 épiscopes d'observation (grossissement × 1) et un viseur périscopique No 37 Mk6 utilisé pour le tir à la mitrailleuse L37A2. Il possède une capacité d'agrandissement de × 1 à × 10 avec un angle de vue de 7,9° en petit champ. Un petit phare à halogène monté à l'extrême gauche du tourelleau permet de tirer à la mitrailleuse en conditions nocturnes, le phare ainsi que le viseur périscopique peuvent être recouverts d'un filtre infrarouge, rendant la lumière du phare invisible à l'œil nu pour plus de discrétion.

- Un intensificateur de lumière L5A1 fonctionnant par amplification de lumière peut remplacer le viseur de jour No 37 Mk6 qui est alors démonté, le L5A1 permet de réaliser des observations par nuit claire jusqu'à une distance de 1 200 mètres. Sa capacité d'agrandissement est de × 1 à × 5 avec un angle de vue de 35° en grand champ et de 8° en petit champ. À l'arrivée du Challenger 2 Mark 2, le L5A1 a été retiré du service, le chef de char pouvant alors compter sur un seul système de vision de nuit passive en visionnant dans sa lunette l'image filmée par la caméra thermique TOGS de l'opérateur tourelle. Il est aussi possible de projeter le réticule du viseur principal de l'opérateur tourelle, le TGS No 10 Mark 1-6 dans le viseur No 37 Mk6 du chef de char via le lien optique PRI no 24, lorsque son tourelleau est pointé dans la même direction que le canon.

### Conducteur
- Il dispose d'un unique épiscope à grand angle No 36.
- Un périscope à intensification de lumière L14A1 Badger de chez Pilkington Optronics peut remplacer le No 36 lors des missions de nuit.

### Chargeur
- Il possède quant à lui d'un épiscope monté sur une plaque rotative située juste devant les panneaux d'accès du poste du chargeur[1].

## Mobilité

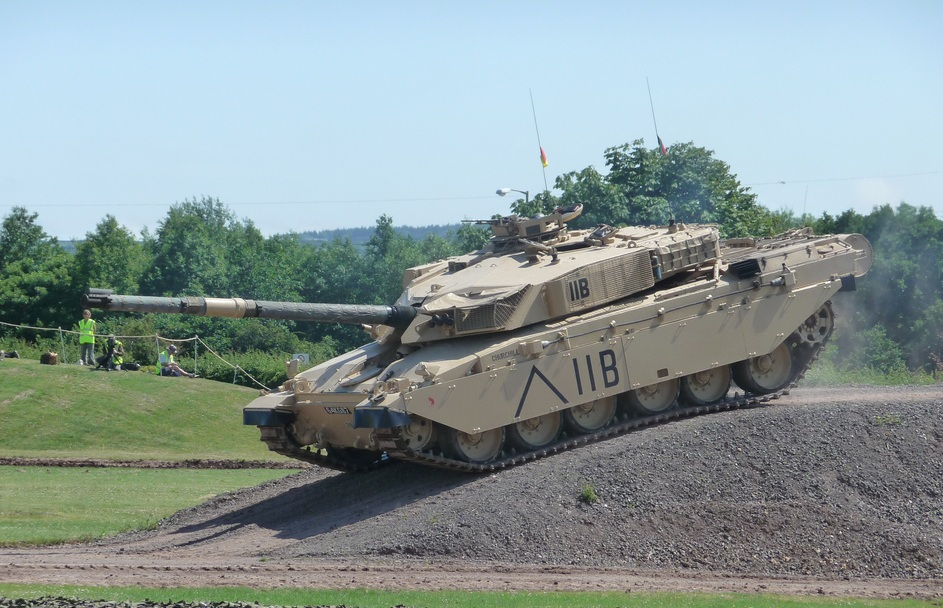
Un Challenger 1 en démonstration au musée des blindés de Bovington.

Le Challenger est équipé d'un moteur Diesel à refroidissement liquide, le Condor CV12 TCA 1200, No 3, Mk 4A produit par Perkins (originellement Rolls-Royce), développant 1200 ch (895 kW) à 2 300 tr/min avec une cylindrée de 26,6 litres.
Le moteur possède deux turbocompresseurs Garrett-AiResearch. La puissance est transmise à chaque barbotin via une transmission automatique David Brown TN37 no 1 Mk 3 à sept rapports (4 rapports avant et 3 rapports arrière) couplée à un convertisseur de couple de chez Borg-Wagner. La direction s'effectue à l'aide d'un double différentiel hydraulique STN37 à commande hydrostatique conçu par Commercial Hydraulics.
Le Condor CV12 est considéré comme un moteur fiable à la mécanique éprouvée, permettant aux véhicules qu'il propulse d'avoir un haut taux de disponibilité.
Les 1 797 litres de carburant sont répartis dans huit réservoirs montés en ligne par groupes de quatre de chaque côté de la caisse, au-dessus des chenilles. Chaque réservoir est fait en matériau composite souple à base de caoutchouc synthétique et est cloisonné individuellement dans une niche blindée. Deux réservoirs collecteurs d'une capacité totale de 205 litres sont installés dans le plancher du char, ils abritent des pompes à carburant, des clapets anti-retour et des drains.
Éventuellement, deux bidons supplémentaires de 175 litres chacun peuvent être montés à l’arrière de la caisse, ils sont largables en cas d'urgence.
Chaque train de roulement est composé de six galets de roulement en aluminium reposant sur une suspension oléopneumatique avec au-dessus deux rouleaux porteurs pour les chenilles entraînées par le barbotin à l'arrière, la poulie de tension se situant à l'avant. Comparé aux barres de torsion, la suspension oléopneumatique offre une conduite plus souple en tout-terrain, elle a été développée conjointement par le bureau de recherche MVEE (Military Vehicles and Engineering Establishment) qui est connu pour avoir développé le blindage Chobham et par la société anglaise Air-Log Limited (initialement la firme Laser Engineering). Elle est produite par Vickers (originellement Horstman Defense Ltd).
À l'avant gauche du compartiment moteur se trouve un groupe auxiliaire de puissance Coventry Climax H30 no 4 Mk 18H, il développe 37 ch à 3 000 tr/min et alimente les systèmes électriques du char quand le moteur est à l'arrêt.

## Blindage
La caisse et la tourelle du Challenger 1 sont réalisées par un assemblage de plaques de blindage en acier mécano-soudées, à l'exception de l'avant de la tourelle qui est moulé d'une seule pièce.
La partie avant de la tourelle, ses flancs (à l'exception de la nuque) ainsi que le glacis renferment un blindage composite dénommé Chobham, constitué d'une succession de plaques accélérées par chocs (PAC). Ce dernier est maintenu sur une armature à l'aide de boulons et est recouvert d'une carapace faite de plaques d'acier de haute dureté surnommé cosmetic armour.
La protection balistique du secteur frontal de la tourelle (30° de part et d'autre du canon) était équivalente à 435 mm à 500 mm d'acier face aux obus-flèches soviétiques en tungstène de 125 mm et de 700 mm à 750 mm contre les projectiles à charge creuse.
Le glacis et les côtés de part et d'autre du conducteur équivalent à 275 mm face aux projectiles perforants et de 580 mm contre les projectiles à charge creuse.
Le blindage en acier protégeant l'avant de la caisse a une épaisseur de 70 mm.
En temps de paix, des jupes latérales en aluminium Bazooka Plates protègent le train de roulement contre les projectiles à charge creuse en les faisant détoner prématurément.
Entre le 23 octobre 1990 et 24 février 1991, les Challenger Mk. 2 et Mk.3 participant à la Guerre du Golfe, reçurent un kit de surblindage comprenant des pré-blindages latéraux composites appelés VARMA Series 3 protégeant le train de roulement sur les deux tiers de sa longueur contre les obus perforants sous calibrés de 30 mm et les roquettes antichars de type RPG tandis que 24 tuiles de blindage réactif explosif ROMOR-A viennent protéger l'avant de la caisse. Ces tuiles peuvent réduire de 95% la capacité de perforation d'une charge creuse d'un calibre de 127 mm.
Ce surblindage sera également ré-employé sur les Challenger 1 au Kosovo et sur les Challenger 2 (VARMA Series 6) lors de la guerre d'Irak.

## Déploiements

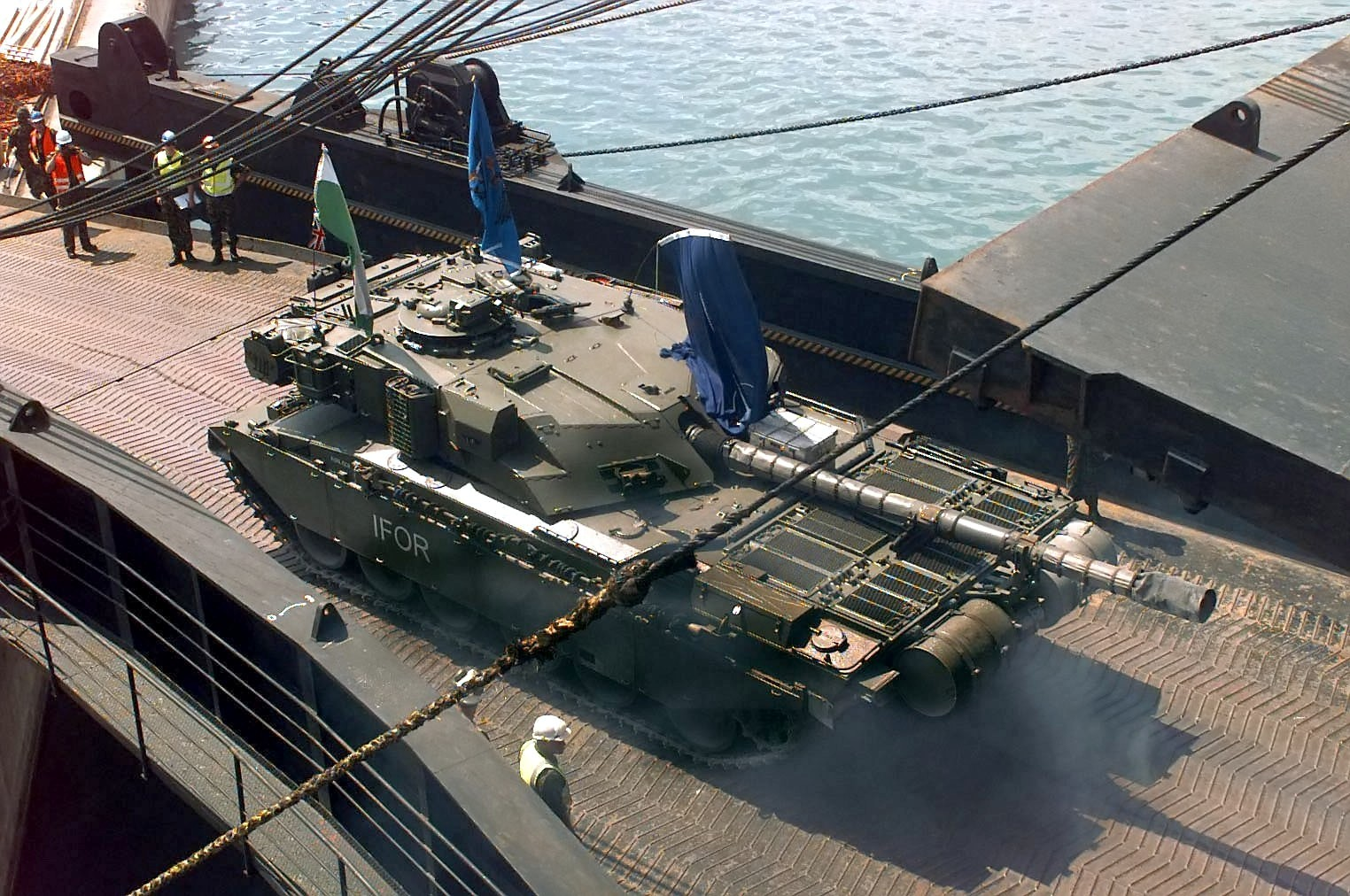
Un char de combat Challenger des Queen's Dragoon Guards débarquant en Croatie dans le cadre de l'opération Joint Endeavor pour intégrer la Implementation Force, en 1996.

- Royaume-Uni : 180 chars furent déployés en Arabie saoudite pendant la guerre du Golfe de 1991  à partir de leurs bases allemandes et apportèrent une contribution remarquée à l'exécution de l'opération Tempête du désert au début de 1991 en détruisant 300 blindés irakiens sans subir la moindre perte[12]. C'est durant la guerre du Golfe qu'un Challenger 1 a obtenu le 26 février 1991 le record de longueur de tir par un char de combat en détruisant un T-55 irakien à une distance de 4 700 m avec un obus à tête d'écrasement[13],[14],[15].

Utilisation en Bosnie-Herzégovine puis dans le cadre de la Kosovo Force de l'OTAN en 1999.

## Versions

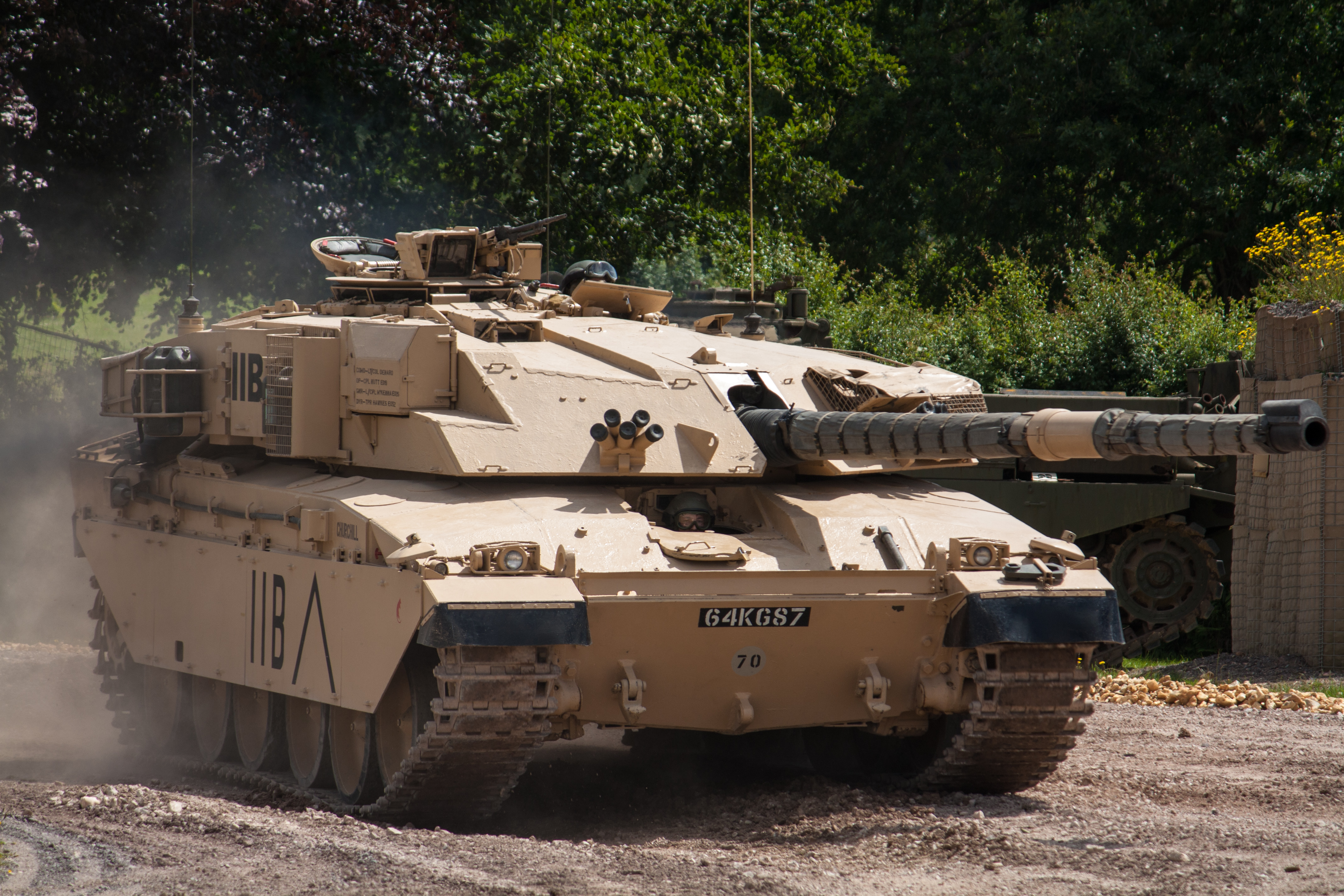
Un FV4030/4 Challenger 1 Mk. 3, en démonstration au musée des blindés de Bovington, en 2012.

- FV4030/3 Shir 2 : prototype de char de combat destiné à l'armée impériale iranienne ayant servi de base au développement du FV4030/4 Challenger.

- FV4030/4 Challenger Mk. I : Version initiale entrée en service le 1er février 1983. le viseur thermique TOGS étant encore en phase de conception, l'emplacement sur le flanc droit de la tourelle destiné à l'accueillir est vide, ils seront quelques années plus tard mis à niveau avec le viseur TOGS. Anneau de rotation de la tourelle fait d'aluminium, 109 exemplaires produits entre le mois de février 1983 et janvier 1985.

- FV4030/4 Challenger Mk. 2 : Intégration du viseur thermique TOGS et nouveau système de détachement rapide pour les réservoirs supplémentaires, 155 exemplaires produits entre le mois de janvier 1985 et novembre 1986.

- FV4030/4 Challenger Mk. 2 (ACB) : 90 Mk. 2 furent rétrofités avec des caissons blindés (Armored Charge Bins : ACB) modulaires durant la Guerre du Golfe.

- FV4030/4 Challenger Mk 3 : Remplacement des caissons "humides" par des caissons blindés, 156 exemplaires produits entre décembre 1986 et juin 1990.

- FV4030/4 Challenger Warfighter : Nom de code donnés au Challenger 1 équipés d'un blindage réactif supplémentaire protégeant le bas de la caisse ainsi que de panneaux de blindage Chobham montés sur les jupes latérales. Appelé Theatre Entry Standard (TES) sur le Challenger 2.

## Variantes

### Challenger Armour and Repair Recovery Vehicle (CRARRV)

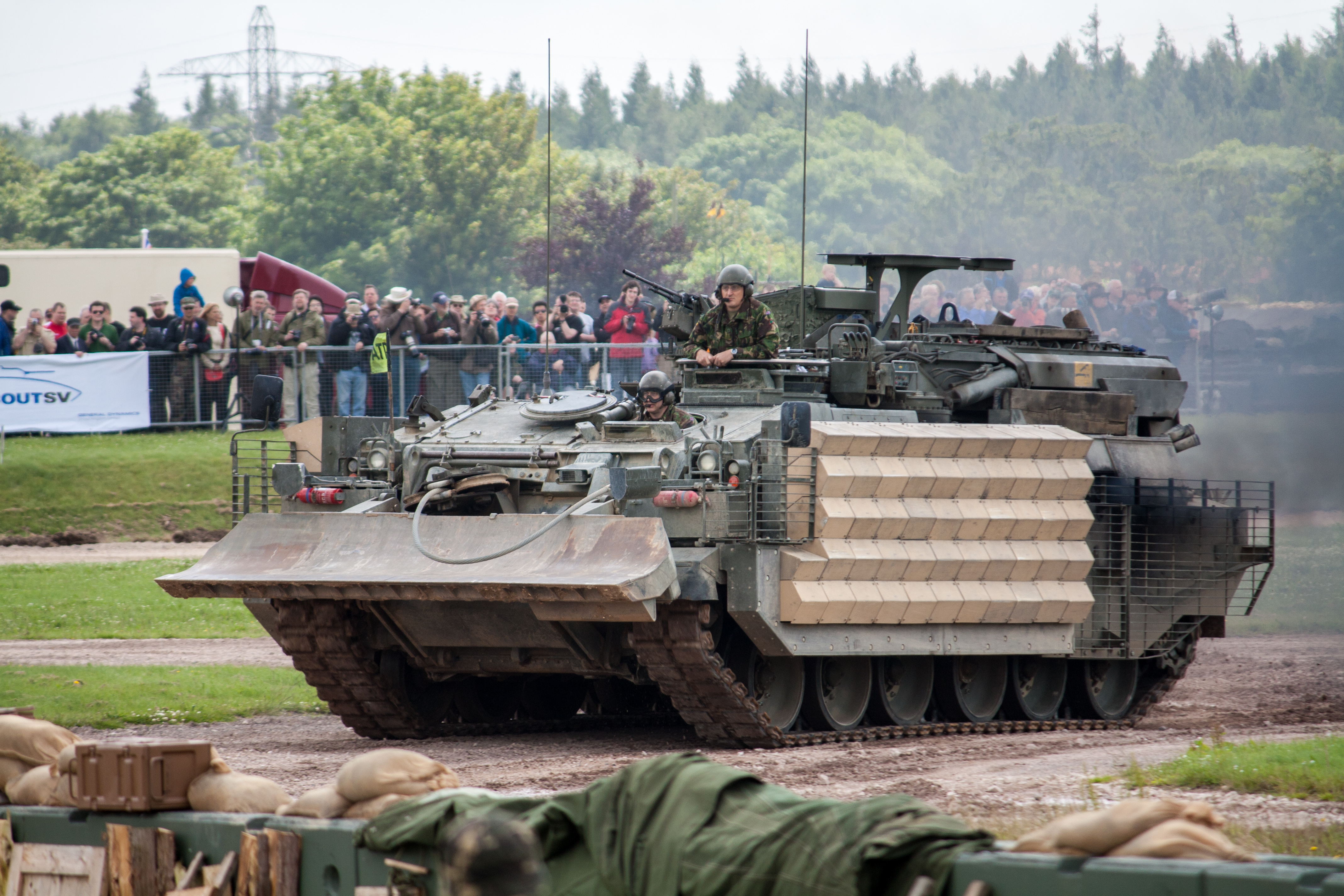
Un CRARRV, en démonstration au musée des blindés de Bovington, en 2012.

Le Challenger Armour and Repair Recovery Vehicle, ou CRARRV, est un char de dépannage développé par Vickers Defence Systems à partir de juin 1985 afin de suppléer le Chieftain AARV, celui-ci s’étant montré inadapté au remorquage du Challenger. Le premier exemplaire de préproduction est livré en août 1987, puis cinq autres en décembre de la même année. Les essais s’achèvent au début de l’année 1989 sans révéler de problèmes majeurs, à l’exception de la nécessité de supprimer certaines fonctionnalités, comme la capacité d’emporter un moteur de rechange, afin de rester dans les limites de masse prescrites. La production débute dès la fin des essais, pour une commande initiale de trente véhicules. La mise en service, initialement prévue pour mai 1991 est cependant avancée en raison de la guerre du Golfe, afin de permettre le dépannage des Challenger engagés dans le conflit. Les bonnes performances du char incitent la British Army à commander cinquante exemplaires supplémentaires après la guerre, le dernier exemplaires ayant été livré au début de l’année 1993.
Le CRARRV partage le châssis du Challenger, avec toutefois quelques différences ; la boîte de vitesse y est notamment remplacée par le modèle TN54, mieux adapté aux manœuvres à basses vitesses, importantes pour un char de dépannage lorsqu’il tracte un autre blindé. À ce titre, le CRARRV peut remorquer un véhicule pesant jusqu’à 70 t à une vitesse maximale de 30 km/h. Pour réaliser des réparations sur le terrain, le véhicule est équipé d’une grue hydraulique Atlas AK6000 M8 capable de soulever le moteur du Challenger et d’outils permettant de réaliser des travaux de découpe et de soudure.

### Challenger Training Tank (CTT)
Le Challenger Training Tank, ou CTT, est le premier véhicule de la British Army conçu spécifiquement pour l’entraînement des équipages. Un total de dix-sept exemplaires sont commandés à Vickers Defence Systems en février 1988, pour un coût unitaire de 18 millions de livres sterling. Les premiers véhicules sont livrés en 1990 et ils entrent en service en 1991.